# Konvexität (Finanzmathematik)
Die Konvexität ist im Finanzwesen eine betriebswirtschaftliche Kennzahl bei Anleihen, die angibt, um wie viel sich die Duration ändert, wenn sich die Anleihenrendite ändert.

## Allgemeines
Die Konvexität besagt, dass es einen nichtlinearen Zusammenhang zwischen der Anleihenrendite und dem Verhalten des Börsenkurses einer Anleihe gibt: Der Börsenkurs einer Anleihe steigt bei einem rückläufigen Marktzins auf dem Rentenmarkt stärker als er bei einem Anstieg der Marktzinsen fällt; dies ist die Konvexität. Bei linearer Änderungsrate ist die Konvexität Null. Die Duration unterstellt einen linearen Zusammenhang zwischen der Anleihenrendite und der Kursänderung und geht davon aus, dass ein Anstieg oder ein Rückgang des Zinsniveaus um beispielsweise einen Prozentpunkt gleich hoch ist. In der Wirklichkeit bewegt sich der Börsenkurs einer Anleihe jedoch nicht entlang einer Geraden, sondern entlang einer konvexen Kurve. Dies greift die Konvexität auf.

## Beispiel
Steigt der Börsenkurs, sinkt die Anleihenrendite und umgekehrt. Ein Anstieg der Rendite beispielsweise um einen Prozentpunkt von 4 % auf 5 % hat demnach eine andere Auswirkung auf den Börsenkurs als ein Renditeanstieg von 8 % auf 9 %. Der Verlauf des Barwerts von Anleihen im Falle von Zinsänderungen wird in der Finanzmathematik als konvex bezeichnet; das Substantiv ist die Konvexität. 

## Finanzmathematische Aspekte
Die erste Ableitung dieses Zusammenhangs ist die Duration, welche die Steigung berücksichtigt. Sie ist nur für kleine Zinsänderungen verwendbar und wird umso ungenauer, je größer die Zinsänderung ausfällt.
Mathematisch ist die Konvexität die zweite Ableitung (die Krümmung) des Börsenkurses nach der Rendite dividiert durch den Börsenkurs. Standardanleihen besitzen stets eine positive Konvexität. Besteht dagegen ein Kündigungsrecht des Emittenten oder Gläubigers, wird sich die Konvexität dramatisch ändern.
Die Konvexität einer Anleihe erhöht sich mit einer steigenden Rate, wenn sich die Duration erhöht. Verdoppelt sich z. B. die Duration, so wird sich die Konvexität mehr als verdoppeln. Je größer die Konvexität, umso geringer ist das Kursrisiko und umgekehrt.

## Formale Darstellung
Die Konvexität berücksichtigt auch die zweite Ableitung und ist daher eine genauere Annäherung an die tatsächliche Wertveränderung. Die Formel zur Berechnung der Konvexität lautet:
{\displaystyle C={\frac {P_{0}(i_{0})''}{P_{0}(i_{0})}},},
wobei 
- {\displaystyle P_{0}} den Wert der Anleihe zum Zeitpunkt {\displaystyle 0} darstellt und {\displaystyle i_{0}} den entsprechenden Zinssatz.

Ist {\displaystyle P_{0}} ({\displaystyle i_{0}} ) beispielsweise 
{\displaystyle c\cdot (1+i)^{-1}+c\cdot (1+i)^{-2}+(c+N)\cdot (1+i)^{-3}}
- mit {\displaystyle N} = Nominalwert, {\displaystyle c} = Kupon und {\displaystyle i} = Zinssatz, so ist die erste Ableitung in diesem Fall

{\displaystyle -c\cdot (1+i)^{-2}-2c\cdot (1+i)^{-3}-3\cdot (c+N)\cdot (1+i)^{-4}}
und die zweite Ableitung
{\displaystyle 2c\cdot (1+i)^{-3}+6c\cdot (1+i)^{-4}+12\cdot (c+N)\cdot (1+i)^{-5}.}.
Die Veränderung des Barwertes einer Anleihe nach dem Prinzip der Konvexität erfolgt folgendermaßen:
{\displaystyle \mathrm {d} P/P=-D\cdot \mathrm {d} Y+1/2\cdot C\cdot \mathrm {d} Y^{2},},
wobei
- {\displaystyle D} die modifizierte Duration,
- {\displaystyle P} der Kurs (inkl. Stückzins, sog. englisch dirty price) der Anleihe,
- {\displaystyle dP} die Veränderung dieses Kurses,
- {\displaystyle dy} die Zinsänderung, z. B. 0,005 bei einer Änderung von 50 Basispunkten (100 Basispunkte = 1 %) und
- {\displaystyle C} die Konvexität (englisch Convexity).

## Wirtschaftliche Aspekte
Sowohl die Konvexität als auch die Duration können positiv oder negativ ausfallen. Eine Standardanleihe (ohne besondere Rechte für Emittenten oder Gläubiger) besitzt stets eine positive Konvexität. Eine negative Konvexität entsteht, wenn Emittent und/oder Gläubigern ein Kündigungsrecht eingeräumt wird. Dann handelt es sich nicht mehr um eine Standardanleihe.
Legt man an die Gerade (= Duration) eine konvexe Kurve (=Konvexität) an, so zeigen die Abweichungen der konvexen Kurve von der Geraden die Approximationsfehler der Duration an.
Die Risikobewältigung des Zinsrisikos setzt eine Risikoanalyse voraus, wie stark sich die Börsenkurse der Anleihen ändern, wenn sich das Zinsniveau ändert. Die Zinssensitivität (als Art der Preissensivität) von Anleihen wird durch ihre Duration bestimmt. Die Konvexität misst die Genauigkeit und drückt die Stärke der Volatilität der Zinssätze einer (konkaven) Krümmung der Zinskurve aus.
Duration und Konvexität sind lediglich Schätzungen der künftigen Änderung des Barwerts. Die Konvexität erzeugt eine Risikoasymmetrie und ist ein Auswahl- und Bewertungskriterium beim Vergleich von Anleihen. Sie erlaubt die Risikobeurteilung des Zinsänderungsrisikos einer Anleihe und ermöglicht im Zusammenhang mit der Duration eine genaue Schätzung des Barwerts der Zinsänderung.
Hohe Konvexität zeigt sich in einer stark gekrümmten Barwertfunktion, so dass die Kursverluste bei steigendem Marktzins deutlich geringer ausfallen als im Vergleich mit einem Kursgewinn infolge Zinssenkung. Beim Vergleich zwischen mehreren Anleihen – mit identischer Duration – sollten die Anleihen mit höchster Konvexität gekauft werden. Hoch konvexe Anleihen sind deshalb für Portfolios (wie Fondsvermögen, Sicherungsvermögen, Sondervermögen oder umfangreiche Wertpapierdepots) attraktiv, denn bei ihnen ist die Gewinnchance höher als das Kursrisiko.